# 硬汉行动
硬汉行动（英語：Operation Hardboiled）是1942年同盟国执行的军事欺骗行动，也是伦敦控制部首次欺骗作战行动，旨在让轴心国相信同盟国即将入侵德国占领的挪威。伦敦控制部此时刚刚成立，计划在所有战场开展军事欺骗行动，但因其他军事单位态度冷淡举步维艰。伦敦控制部缺乏战略欺骗经验，对军情五处控制的大量双重间谍几乎一无所知，二战军事欺骗行动先驱达德利·克拉克又拒绝接手，最终“硬汉行动”是按实际作战来计划，而非最初的虚构行动。克拉克早就看出此举纯属浪费时间和资源，觉得用特工和无线电通讯向轴心国传递假消息更靠谱。
受命参加行动的部队不相信军事欺骗的作用并拒绝配合，导致准备工作没有完成。1942年4至5月，阿道夫·希特勒下令增援斯堪的纳维亚半岛，“硬汉行动”随后在五月搁置，但难以确定行动对他的决定到底有多大影响。虽然成效有限，但此次行动还是为伦敦控制部增加制订欺骗行动计划的经验，为将来确保希特勒坚信北欧的重要战略地位奠定基础。

## 背景
达德利·克拉克（Dudley Clarke）是二战军事欺骗先驱，于1941年3月在开罗创立专门执行这类任务的“高级司令部A部队”（Advanced Headquarters 'A' Force）。同盟国对军事欺骗尚不了解，但英国战争部联合规划官员这年九月听取克拉克的介绍后还是决定设立特别组织执行欺骗任务。他们建议设立“控制部”督导战略欺骗计划，武装部队负责执行计划。建议批准后，克拉克获邀领导控制部，但他没有接受，前英国战争大臣奥利弗·斯坦利（Oliver Stanley）上校受命出任控制部首任部长。
同盟国其他军事机构对战略欺骗的效果存疑，而且反感中央计划部门参与实际行动，所以斯坦利很难获得他们的支持。虽配有少量人员，但即便是部门成员都认为伦敦控制部几乎无法发挥任何作用。1941年12月，已经花了几个月时间争取盟军司令部配合的斯坦利终于获许计划伦敦控制部首次行动。

## 计划

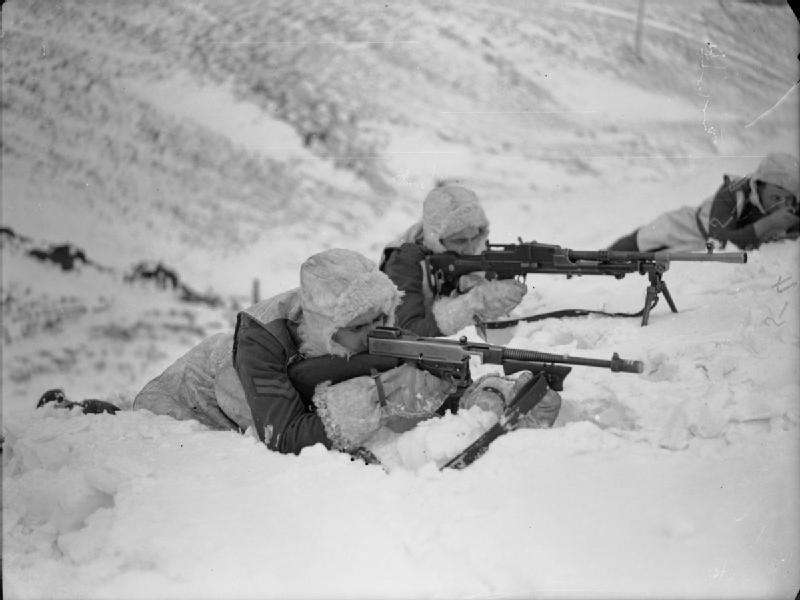
1942年3月，获选执行“硬汉行动”的英国皇家海军陆战队员在厚厚的积雪中训练

对于盟军而言，“硬汉行动”没有具体目标，只是想让德国人相信盟军即将入侵挪威。克拉克此前为欺骗行动确立的指导思想认为，行动目标应该要让敌方采取某种具体回应，而非期望敌人会有某种看法。斯坦利对此一无所知，也没有同克拉克在开罗的部门沟通。最终“硬汉行动”获许的根本原因不是行动能为同盟国带来任何战略优势，而是伦敦控制部资源有限，同时军方高层已经决定不把挪威作为可行目标，所以欺骗行动不会影响今后的实际作战。斯坦利对军情五处控制的庞大双重间谍网络也缺乏了解，只知道该机构有向敌方传递假情报的途径。
斯坦利起初建议把名义上的行动目标定为纳尔维克或特隆赫姆，但盟军指挥认为两地位置太偏北面，最终根据已经放弃的“炸药行动”（Operation Dynamite）选择两栖登陆斯塔万格，日期定在1942年5月1日。“硬汉行动”的计划与真实行动几无二致，都有实际训练和部队调动，营造入侵在即的假象。计划生效的关键在于德军情报机构，同时把行动通过传言和泄密手段传达给敌方。克拉克和“部队”此前已经发现，军事欺骗中的实际训练纯属浪费时间和资源，大部分工作可以通过特工和无线电通讯达成。但伦敦控制部得不到开罗的指导，完全只能自行摸索。
由于对军情五处及其双重间谍缺乏了解，伦敦控制部不知道此时英国境内的德国特工活动都在可控范围内，因此误以为任何欺骗行动要显得真实都必须与现实高度相符。
行动开始前，斯坦利提出最后一项反对意见：他觉得行动代号“硬汉”十分“愚蠢”。对此伦敦控制部成员丹尼斯·惠特利（Dennis Wheatley）表示，这个词是从代号书中随机挑选，与实际行动目标没有任何关系。

## 行动
英国皇家海军陆战队师（Royal Marines Division）受命执行“硬汉行动”，为此接受山区战争训练并获取适合寒冷天气的装备。但是，部队许多人认为此次行动纯属浪费时间和资源，故而极力推脱，拒绝配合。实际行动和训练都需要投入士兵，这也导致许多准备工作始终没有完成。
经伦敦控制部安排，特工向挪威难民了解斯塔万格的情况，征召愿意担任翻译的人员，希望中立国出现盟国准备入侵挪威的传言，再传达到德国情报网。还有一些欺骗信息通过特工传递。

## 影响
皇家海军陆战队受命于1942年7月在马达加斯加两栖作战，所以“硬汉行动”很快便偃旗息鼓。1942年4至5月，德军增援斯塔万格，所以“硬汉行动”可能确有实效。历史学家约书亚·莱文（Joshua Levine）指出，希特勒此时对“防御斯堪的纳维亚半岛近乎痴迷”，所以难以确定“硬汉行动”对他的决定到底有多大影响。历史学家迈克尔·霍华德（Michael Howard）在英国官方战略欺骗史著作中认为，盟军此时在各个战线都遭遇严重挫折，所以对“硬汉行动”缺乏热忱，而且很难想象德方真的会相信盟军正计划大规模攻势。
盟军未能通过此次行动获得任何战术或战略优势，霍华德认为伦敦控制部通过行动积累制订军事欺骗计划的经验，也让军情五处进一步证明双重间谍值得投资。2008年特里·克劳迪（Terry Crowdy）的著作认为，伦敦控制部得不到克拉克的指导，也不了解双重特工，所以获得的经验极其有限。克拉克之前已经证明，军事欺骗最有效的方法是利用特工和虚假无线电信息，而非操练并调动部队。“硬汉行动”是第一个以挪威为目标的欺骗行动，此后的类似行动持续不断，最终在1944年的“坚忍行动”达到高潮，这也是盟军非常成功的大规模欺骗行动
斯坦利向温斯顿·丘吉尔要求重返政坛，约翰·贝文（John Bevan）于1942年5月受命接掌伦敦控制部。与此同时，军情五处负责双重间谍的“二十委员会”（Twenty Committee）权力大幅扩张。“硬汉行动”淡出视野，最终在五月结束前彻底中止

## 脚注
1. ↑  Rankin (2008), pp. 293–297
2. ↑  Howard (1990), p. 22
3. ↑  Rankin (2008), pp. 298–302
4. 1 2 3 4 5  Levine (2011), pp. 20–22
5. 1 2 3 4  Holt (2005), pp. 174–177
6. 1 2  Holt (2005), p. 175
7. 1 2 3 4  Levine (2011), p. 23
8. 1 2  Howard (1990), p. 23
9. ↑  Howard (1990), p. 24
10. ↑  Crowdy (2008), p. 146
11. ↑  Levine (2011), p. 210
12. ↑  Holt (2005), p. 152